# Schiefling am Wörthersee
Schiefling am Wörthersee (slovenska: Škofiče) är en ort och kommun i Österrike. Den ligger i distriktet Klagenfurt-Land i förbundslandet Kärnten, i den södra delen av landet, 250 km sydväst om huvudstaden Wien. Kommunen hette före 1 juni 2010 Schiefling am See.
Kommunen består av 14 orter (Ortschaften) (inom parentes invånarantal 1 januari 2024):

- Aich (99)
- Albersdorf (168)
- Auen (330)
- Farrendorf (217)
- Goritschach (119)
- Ottosch (14)
- Penken (194)
- Raunach (28)
- Roach (168)
- Roda (92)
- St. Kathrein (104)
- Schiefling (838)
- Techelweg (121)
- Zauchen (189)